# 关山对叶兰
關山雙葉蘭（学名：Neottia kuanshanensis），又名關山双葉蘭，为蘭科鸟巢兰属下的一个种。